# Révolution des prix
La Révolution des prix est un terme utilisé pour décrire une série d'événements économiques de la seconde moitié du XVe siècle à la première moitié du XVIe siècle. La révolution des prix se réfère plus particulièrement au taux élevé d'inflation qui se produisit pendant cette période en Europe de l'Ouest.  Les prix ont en moyenne été multipliés par six en 150 ans. Ce niveau d'inflation équivaut à 1-1,5 % par an, un taux d'inflation relativement faible pour les normes du XXe siècle mais plutôt élevé compte tenu de la politique monétaire en place au XVIe siècle.
Généralement, on pense que cette forte inflation a été causée par l'afflux d'or et d'argent amené par la Flotte des Indes depuis le Nouveau Monde, en particulier l'argent de la Bolivie et du Mexique qui a commencé à être exploité en grandes quantités à partir de 1545. Cette théorie était déjà développée par Jean Bodin en 1568 et n'était pas complètement inédite à l'époque puisque d'autres l'avaient déjà plus ou moins avancée : Martín d'Azpilcueta et Copernic.
Les espèces s'écoulaient à travers l'Espagne entraînant à la hausse les prix espagnols et ensuite se propageaient sur l'Europe occidentale, à la suite de quoi la balance des paiements espagnole devient déficitaire. Ceci agrandit les niveaux monétaires d'approvisionnement et les prix de nombreux pays européens. Combiné avec cet afflux d'or et d'argent, la population et l'urbanisation croissante perpétuent cette révolution des prix. Selon cette théorie, trop de gens avec trop d'argent font la chasse à trop peu de biens.

## Contexte
La pénurie en métaux précieux de la fin du XVe siècle au début du XVIe siècle a ralenti dans la deuxième moitié du XVIe siècle. L'or et l'argent sont extraits des mines espagnoles des Amériques à un coût minime et ils inondent le marché européen avec une abondance d'espèces. Cet afflux cause une diminution relative de la valeur de ce métal en comparaison avec les produits de l'agriculture et de l'artisanat. En outre, le dépeuplement  - spécifiquement dans le sud de l'Espagne - provoque un taux d'inflation important. L'échec des Espagnols à contrôler l'afflux d'or et les fluctuations du prix de l'or et de l'argent des mines américaines, combiné avec les dépenses de guerre, conduit à trois faillites de la monarchie espagnole à la fin du XVIe siècle. 
Pendant le XVIe siècle les prix ont augmenté régulièrement dans toute l'Europe de l'Ouest, et à la fin du siècle les prix atteignent des niveaux trois à quatre fois plus élevés qu'au début du siècle. Le taux d'inflation annuel a varié de 1 % à 1,5%. Dès lors que le système monétaire du XVIe siècle reposait sur du numéraire (la plupart du temps l'argent), ce taux d'inflation était significatif. L'organisation monétaire centrée sur des espèces avait ses propriétés de stabilisation du niveau des prix propre: la hausse des prix des produits de base ont conduit à une baisse du pouvoir d'achat des métaux monétaires, ce qui incite à moins les exploiter si ce n'est à des fins non-monétaires. Cet ajustement de stabilisation de la masse monétaire a conduit à la stabilité à long terme des niveaux de prix indépendamment de changements permanents dans la demande de l'argent au fil du temps. Par conséquent, l'inflation à long terme ne peut être expliquée que par la dévaluation des monnaies ou par des changements dans l'approvisionnement de l'espèce. Une augmentation de la productivité de l'exploitation minière conduit à une baisse du prix des métaux par rapport à la hausse des prix des autres produits de base. On ne remédie à ce processus que si le pouvoir d'achat du métal égale ses coûts de production.

## Causes

### Afflux d'or et d'argent
D'un point de vue économique, la découverte de nouveaux gisements d'argent et d'or ainsi que l'augmentation de la productivité  dans l'industrie minière d'argent perpétuent la révolution des prix. Lorsque les métaux précieux sont entrés en Espagne, ils ont fait grimper le niveau des prix espagnols et ont provoqué un déficit de la balance des paiements. Ce déficit est survenu parce que la demande espagnole pour les produits étrangers a dépassé leurs exportations vers les marchés étrangers. Le déficit a été financé par les métaux qui sont entrés dans ces pays étrangers et à son tour a augmenté leur offre d'argent et a poussé leurs niveaux de prix.
L'augmentation des importations d'espèces en Espagne a commencé en Europe centrale vers le début du XVIe siècle. Selon Michael North (1994) la sortie d'argent de l'Europe centrale a doublé entre 1470 et 1520, et a augmenté encore plus dans les années 1520 avec la nouvelle mine de Joachimsthal. Aussi pendant ce temps, espagnol et portugais ont apporté une grande quantité d'or du Nouveau Monde vers l'Europe. À partir des années 1540, un nombre croissant d'argent a été livré à l'Europe provenant des mines au Mexique et de la montagne de Potosi au Pérou. La production de la mine de Potosí a considérablement augmenté dans les années 1560 après que des gisements de mercure ont été découverts dans la Cordillère des Andes, le mercure étant nécessaire pour traiter l'argent. Sur la base des dossiers de Earl J Hamilton (1934), les importations totales de numéraire en provenance des Amériques au cours du XVIe siècle sont élevées à environ 210 millions de pesos, avec 160 millions de ces pesos importés dans la seconde moitié du siècle. Le montant total d'argent importé totalise jusqu'à environ 3 915 tonnes d'argent. Toutefois, ces chiffres sous-estiment la quantité totale importée en Espagne parce que Hamilton ne comptait que les importations enregistrées par l'officier de la Casa de Contratación à Séville, non-compris les espèces expédiées directement à Cadix par les entreprises néerlandaises et anglaises des Indes orientales. L'afflux de ces métaux précieux et les chocs de la masse monétaire résultant permettent d'expliquer la hausse des prix en Espagne au XVIe siècle[réf. nécessaire].

### Production européenne d'argent
Certaines sources soulignent le rôle de l'augmentation de la production d'argent au sein de l'Europe elle-même, qui a eu lieu à la fin du XVe siècle et début du XVIe siècle[réf. nécessaire].

### Peste noire
Les facteurs démographiques ont également contribué à la pression à la hausse sur les prix avec la reprise de la croissance de la population européenne, après le siècle de dépopulation qui suit la peste noire,. Le prix des aliments a augmenté pendant les années de la peste, puis a commencé à décroitre lorsque la population des pays a diminué,. Dans le même temps, les prix des produits manufacturés ont augmenté en raison d'un déplacement de l'approvisionnement,. Lorsque les pays ont commencé à récupérer et se repeupler après la peste noire, l'augmentation de la population a amené de plus grandes exigences en matière d'agriculture. Plus tard, la population plus importante a placé de plus grandes exigences sur une zone agricole qui s'était contractée de manière significative après les années 1340, ou qui avaient été reconvertie de terre arable en terre d'élevage intensif[réf. nécessaire].
Toutefois, la croissance de la population et la reprise dans les pays tels que l'Angleterre ne sont pas compatibles avec une inflation au cours des stades précoces de la révolution des prix. En 1520, au début de la  révolution des prix, la population  d'Angleterre était d'environ 2,5 millions d'individus C'est environ la moitié de la population anglaise - 5 millions d'individus - de 1300. Les détracteurs de l'argument de la population soulèvent cette question que si l'Angleterre dans les premiers stades de la révolution des prix était très peuplée, comment une croissance renouvelée à partir d'un niveau si bas a-t-elle pu déclencher immédiatement l'inflation? On peut faire valoir que la croissance de la population a conduit à une augmentation des prix dans le secteur agricole en raison d'une demande croissante de nourriture. Les "Terres marginales" qui ne sont pas très fertiles et loin des marchés ont été incapables d'adopter les développements technologiques qui auraient pu compenser les rendements inférieurs de l'agriculture.
En retour, cela a conduit à un coût marginal plus élevé de l'agriculture et a abouti à une augmentation des prix des céréales et autres produits agricoles qui a dépassé l'augmentation des prix des produits non-agricoles pendant le XVIe siècle et débuts du XVIIe siècle.La résurgence de la population après la peste est liée à l'explication "Demand-pull» de la révolution des prix. Cette théorie "demand-pull" indique que l'augmentation de la demande de monnaie et la croissance de l'activité économique a produit la hausse des prix et une pression pour augmenter la masse monétaire.

### Urbanisation
Certaines sources soulignent le rôle de l'urbanisation[réf. nécessaire]. L'urbanisation a contribué à l'augmentation du commerce entre régions d'Europe, ce qui a fait des prix plus sensibles aux variations de la demande lointains, et a fourni un réseau pour l'écoulement de l'argent de l'Espagne à travers l'Europe occidentale et centrale. L'urbanisation est souvent liée à la théorie de la vitesse accrue de l'argent parce que la fréquence des transactions augmente à mesure que les centres urbains se développent par rapport aux zones rurales . Par exemple, en Angleterre, de nombreuses terres détenues en terre communes ont été enfermés de sorte que seul le propriétaire pourrait faire paître ses animaux. Cela a forcé les anciens locataires à payer un loyer plus élevé, ou à quitter leurs propres fermes. Une augmentation du nombre de personnes incapables de payer leurs fermes a mené à la migration dans les villes à la recherche d'emploi. Cela a conduit à une augmentation de la vitesse des transactions monétaires, mais a été avorté par une forte demande et une offre de nourriture inélastique.

## Déclin de l'inflation
L'inflation des années 1520-1640 a finalement tourné court avec la fin de la ruée initiale des lingots du Nouveau Monde, mais les prix sont restés autour ou légèrement en dessous des niveaux de la première moitié du XVIIe siècle jusqu'à l'apparition de nouvelles pressions inflationnistes dans les dernières décennies du XVIIIe siècle[réf. nécessaire].